# Avontuurlijk hoorspel
Een avontuurlijk hoorspel is een hoorspelgenre waarin sprake is dat er een groot avontuur zich afspeelt.
Een avontuur houdt in dat iemand iets ongewoons, risicovols of onverwachts doet of overkomt, bijvoorbeeld schatzoeken, een achtervolging of leven als een piraat in vroegere tijden. Hoewel avontuurlijke hoorspelen net als in boeken en films een afzonderlijk genre vormen, worden ze vaak gecombineerd met elementen van andere genres zoals thriller, drama, oorlog en jeugd.